# Anne-Marie Sicotte
Pour les articles homonymes, voir Sicotte.
Anne-Marie Sicotte (née à Montréal, le 14 juin 1962) est une historienne et auteure québécoise.

## Biographie
Née au sein d’une famille d’écrivains, Anne-Marie Sicotte pond ses premiers romans d’aventure à l’âge de dix ans. Après avoir complété un baccalauréat spécialisé en histoire et en anthropologie à l'Université de Montréal en 1984, études pendant lesquelles elle signe des papiers dans les pages de plusieurs journaux étudiants (Le Sablier, Continuum et Parenthèses), elle entame une courte carrière de journaliste-pigiste et de rédactrice en chef pour divers journaux et revues (La Criée, Vélo Mag, Liaison Saint-Louis). Dès son entrée dans le monde professionnel, elle allie sa passion pour la science historique avec celle de l’écriture, en acceptant la responsabilité de deux publications de vulgarisation historique pour le compte du lieu historique national du canal de Lachine, à Montréal, soit le journal mensuel L’Éclusier et la brochure De la vapeur au vélo : le guide du Canal de Lachine.
En 1992, elle remporte le premier prix au concours de nouvelles de l'hebdomadaire culturel Voir. Cette nouvelle, « Le Torrent », a été publiée en 1998 dans le recueil collectif Circonstances particulières publié par la maison d'édition L'Instant même. 

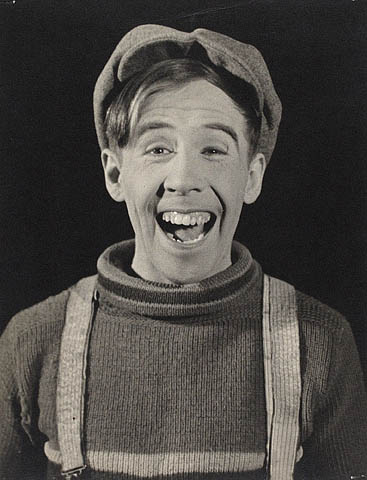
Le comédien Gratien Gélinas, grand-père d'Anne-Marie Sicotte, vers 1938.

Au début de la décennie 1990, elle entreprend des recherches pour l'écriture d'une biographie du comédien Gratien Gélinas, son grand-père maternel, biographie parue en 1995-1996 sous le titre Gratien Gélinas : La ferveur et le doute. Elle publie ensuite un récit biographique portant sur le même personnage dans la collection « Les grandes figures » chez XYZ. En 2002, elle consacre un second récit biographique à la fondatrice de l'hôpital pour enfants Sainte-Justine, Justine Lacoste-Beaubien. En fréquentant Justine, elle fait la connaissance d'une femme étonnante : sa sœur Marie Gérin-Lajoie, née Lacoste.
Parcourant quelques textes de sa main, prenant connaissance de quelques-unes de ses réalisations d’envergure, Anne-Marie Sicotte se rend compte que l’une des plus importantes féministes québécoises de tous les temps était honteusement ignorée, notamment parce que le récit de sa vie dormait encore dans de nombreuses boîtes de documents d’archives. Elle saute donc à pieds joints dans la recherche et la rédaction de ce qui devient une monumentale biographie, soit Marie Gérin-Lajoie : Conquérante de la liberté, paru en 2005.
Entre-temps paraissait un roman jeunesse (Le lutin dans la pomme) et un second roman, Les Amours fragiles, un huis clos pendant lequel une jeune femme se rebelle devant les silences et les fuites de ses parents qui l’ont laissée grandir dans une grande solitude.  Puis, Anne-Marie Sicotte tente de fusionner à son amour pour la photographie une préoccupation majeure, celle de mettre les richesses et les enseignements du passé à la portée du grand public. Les vieilles photographies évoquent « l’ancien temps » de manière agréablement vivante et suscitent un éveil à la science historique comme peu d’ouvrages savants peuvent le faire. Dans ce sillon, elle engendre quatre livres. Quartiers ouvriers d’autrefois, 1850-1950, raconte en images l’industrialisation des villes de Sherbrooke, Québec et Montréal, passage tumultueux entre l’ancienne société agricole et le monde contemporain. Au fil de recherches sur la place de la religion et la Hiérarchie ecclésiastique catholique, sur le « sacré » dans l’histoire du Québec, elle signe Les années pieuses, 1860-1970, et Femmes de lumière : Les religieuses québécoises avant la Révolution tranquille. Enfin, dans le cadre du centième anniversaire de naissance de son grand-père déjà sujet de sa première biographie, elle publie Gratien Gélinas en image : Un p’tit comique à la stature de géant. Ce livre retrace le parcours d’un homme dévoré par son besoin d’être aimé à travers sa réussite artistique.
Pendant les années où Anne-Marie Sicotte a fait revivre Marie Gérin-Lajoie par l'entremise de la biographie, un personnage de fiction a pris forme en elle, une femme de tempérament, professionnellement ambitieuse, ne demandant qu'à vivre. En même temps, elle aspire à retrouver une liberté créatrice ensevelie sous des montagnes de documents et de notes. C’est ainsi que sont mises au monde Flavie et sa mère Léonie, sages-femmes, grâce à la saga historique Les accoucheuses, dont les trois tomes paraissent entre 2006 et 2008.
Puis, de nouveau, un personnage féminin a pris forme, frétillant pour s’élancer dans la vie. En même temps, une nation entière s’est imposée à l'auteure par le truchement d'une scène recréée pour Les accoucheuses, soit l’incendie du Parlement du Canada-Uni, en 1849. Anne-Marie Sicotte est partie en reportage dans le passé des rebelles trouvés coupables, en 1837 et 1838, de traîtrise envers leur mère patrie. L’aventure débute au sein d’une famille d’artisans-potiers de Saint-Denis; elle est vécue grâce à Vitaline et à Gilbert, son frère devenu instituteur. Depuis les rives du Richelieu ou les ruelles de Montréal, tous deux partagent le sentiment d’indignation de leurs contemporains, et s’investissent dans la lutte à la mesure de leurs moyens. Ils voient passer des sorcières de violences qui les emportent parfois, à l’instar de la Rue du Sang et autres élections perverties par les bullies. La fresque romanesque compte deux cycles: Le pays insoumis en deux tomes (Les chevaliers de la croix et Rue du Sang) et Les tuques bleues en deux tomes (Le charivari de la liberté et Le règne de la canaille). Ce cycle patriote a été publié entre 2011 et 2015.
En 2016, Anne-Marie Sicotte offrait au public un nouvel album illustré: Histoire inédite des patriotes, un peuple libre en images. Grâce à une enquête impartiale, elle met en lumière les faits cruciaux d’une période névralgique de l’histoire du Canada, celle d’un formidable mouvement de résistance légale réprimé par la terreur militaire des Rébellions de 1837 et de 1838. Un récit à la fois concis et étoffé narre l’odyssée d’une nation patriote rendue souveraine par la création d’un parlement, en 1791, mais placée sous tutelle lors de la mise en vigueur du Canada-Uni, en 1841. Plusieurs épisodes cruciaux, y compris les affrontements armés de Saint-Denis, de Saint-Charles et de Saint-Eustache, sont dévoilés dans leurs tragiques détails. Des illustrations d’artistes, toutes contemporains de l’époque, composent l’essentiel d'un florilège visuel enrichi par des cartes géographiques, manuscrits et autres documents d’archives.

## Œuvres

### Études historiques
- De la vapeur au vélo : Le guide du canal de Lachine. [Montréal] : Association « Les Mil lieues », 1986. [guide historique]
- Gratien Gélinas : La ferveur et le doute. Montréal, VLB éditeur, 2009. (édition originale 1995-1996, Québec Amérique) [biographie]
- Gratien Gélinas: du naïf Fridolin à l'ombrageux Tit-Coq. Montréal : XYZ, 2001. [récit biographique]
- Justine Lacoste-Beaubien : au secours des enfants malades. Montréal : XYZ, 2002. [récit biographique]
- Quartiers ouvriers d'autrefois, 1850-1950. Sainte-Foy : Publications du Québec, 2004. [ouvrage illustré historique]
- Marie Gérin-Lajoie, conquérante de la liberté. Montréal : Éditions du Remue-Ménage, 2005. [biographie]
- Femmes de lumière : les religieuses québécoises avant la Révolution tranquille. Saint-Laurent : Fides, 2007. [ouvrage illustré historique]
- Les années pieuses, 1860-1970, Québec, Les Publications du Québec, 2007. [ouvrage illustré historique]
- Gratien Gélinas: Un p’tit comique à la stature de géant, Montréal, VLB éditeur, 2009. [ouvrage illustré historique]
- Histoire inédite des Patriotes : Un peuple libre en images, Montréal, Fides, 2016. [ouvrage illustré historique]

### Fiction
- « Le Torrent », dans Circonstances particulières. Québec : L'Instant même, 1998. [nouvelles]
- Les amours fragiles. Outremont : Libre expression, 2003. [roman]
- Le lutin dans la pomme. Laval : Trois, 2004. [roman jeunesse]
- Les accoucheuses. Montréal : VLB, 2006 à 2008 [roman]
- Le pays insoumis. Montréal : Éditions Fides, 2017 (édition originale: VLB éditeur, 2011 et 2012). [roman]
- Les tuques bleues. Montréal : Éditions Fides, 2014 et 2015. [roman]